# Opuntia streptacantha
Opuntia streptacantha är en kaktusväxtart som beskrevs av Lem.. Opuntia streptacantha ingår i släktet fikonkaktusar, och familjen kaktusväxter. Inga underarter finns listade i Catalogue of Life.

## Bildgalleri

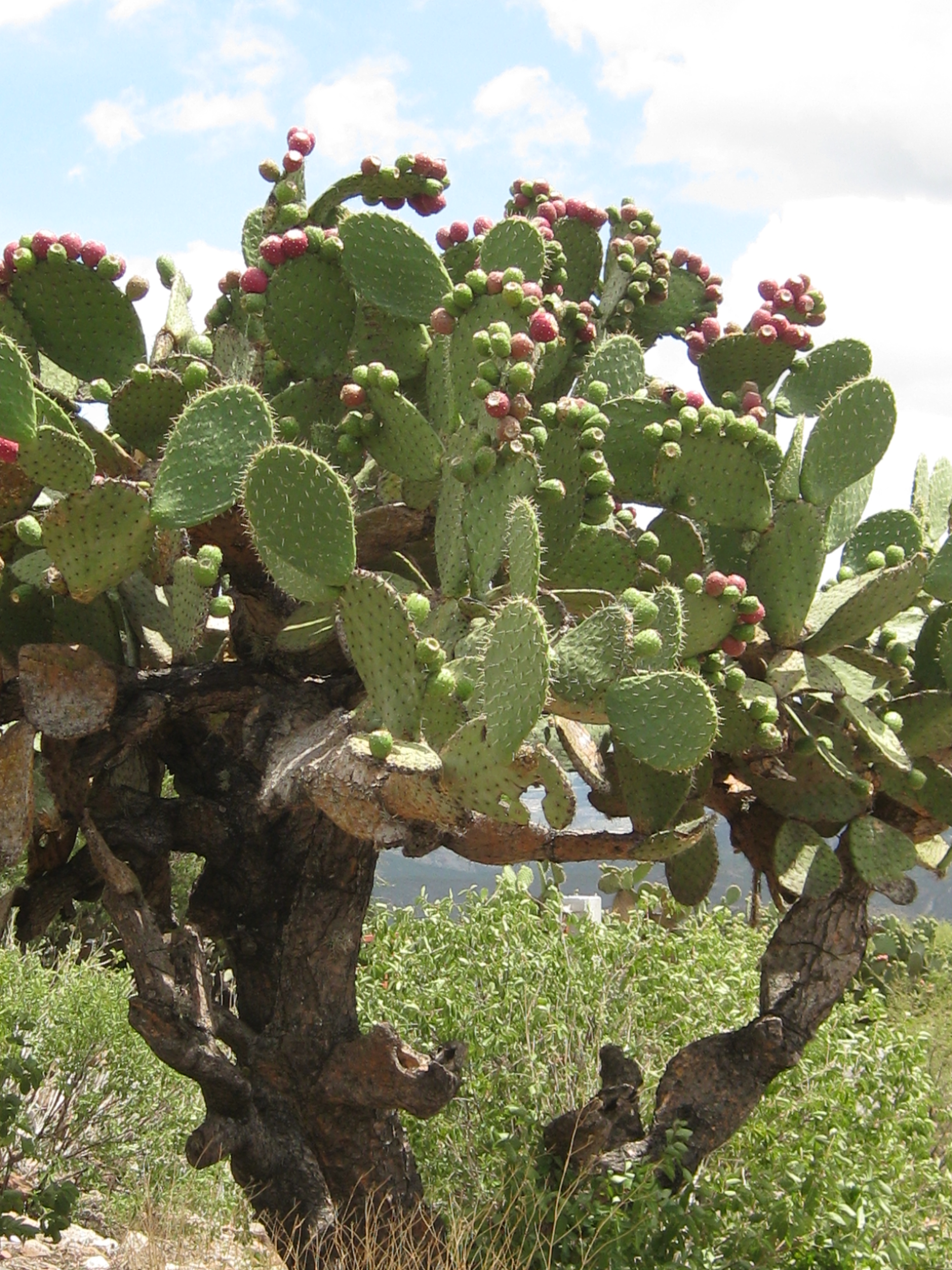
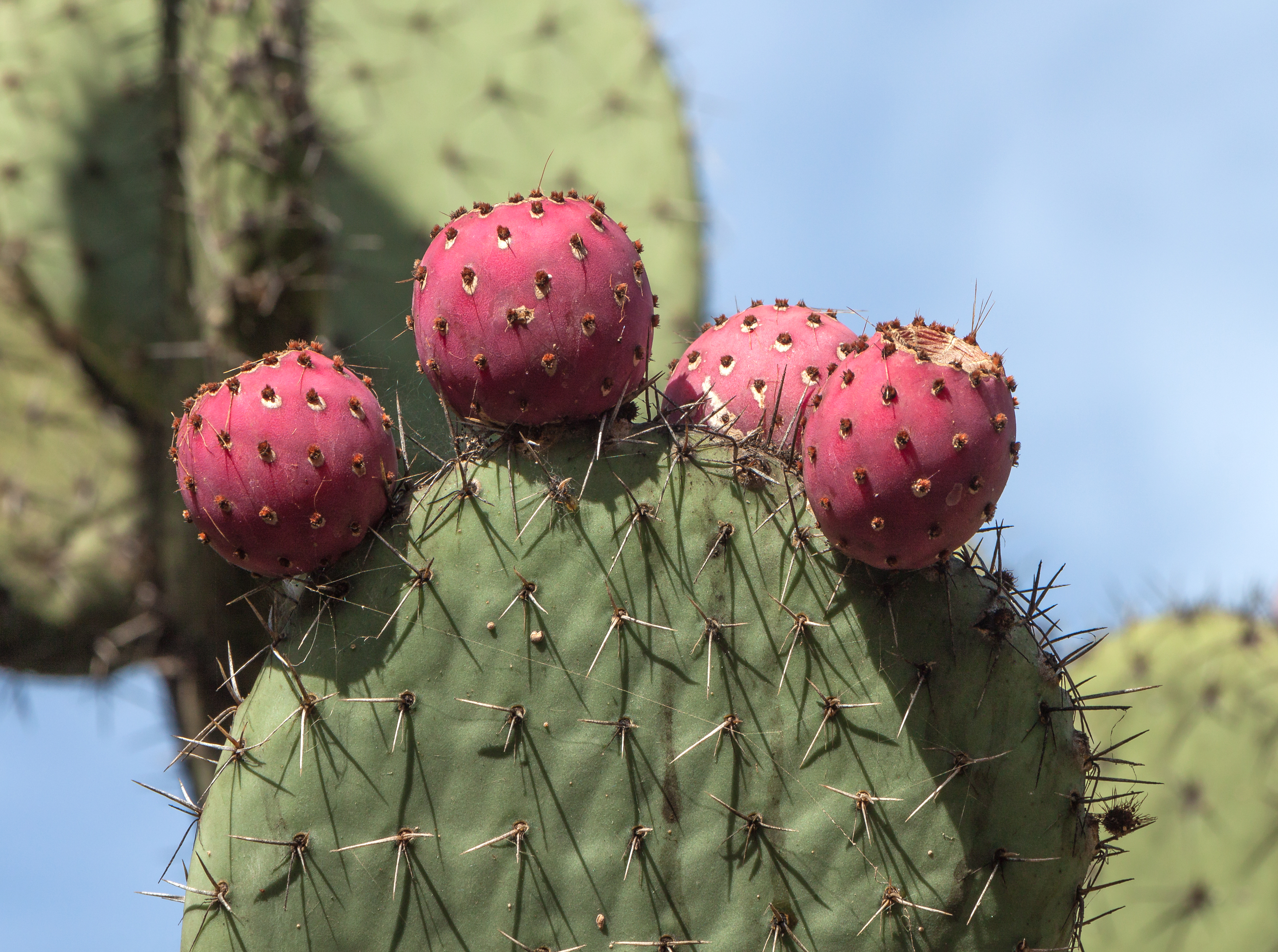